# Pedro Betancourt, Cuba
Pedro Betancourt là một đô thị ở tỉnh Matanzas của Cuba. Thành phố này nằm ở trung tâm của tỉnh, phía tây Jagüey Grande và phía đông của Unión de Reyes.
Đô thị này được chia thành các barrio Cabecera Norte, Cabecera Sur, Ciego, Linche, Navajas, Platanal, Punta Brava, Torriente và Tramojos.
Pedro Betancourt được lập năm 1833.

## Dân số
Năm 2004, đô thị Pedro Betancourt có dân số 32.218 người. với diện tích 388 km² (149,8 mi²), và mật độ dân số 83,0người/km² (215người/sq mi).